# Чип и Дейл: Спасителен отряд (филм)
„Чип и Дейл: Спасителен отряд“ (на английски: Chip 'n Dale: Rescue Rangers) е американски игрално-анимационен филм от 2022 г., базиран на героите Чип и Дейл, и едноименния анимационен сериал, излъчен през 1989 г. до 1990 г. Режисиран е от Акива Шафър, по сценарий на Дан Грегър и Дъг Манд, във филма участват Джон Мълейни, Анди Самбърг, Уил Арнет, Ерик Бана, Кийгън Майкъл-Кий, Сет Роугън, Джей Кей Симънс и КиКи Лейн. Това е копродукция между „Уолт Дисни Пикчърс“ и „Мандевил Филмс“.
Премиерата на филма се състои в Орландо на 16 май 2022 г., и е пуснат в Съединените щати на 20 май 2022 г., чрез стрийминг услугата „Дисни+“.